# Hermonia mollucana
Hermonia mollucana är en ringmaskart som först beskrevs av Horst 1916.  Hermonia mollucana ingår i släktet Hermonia och familjen Aphroditidae. Inga underarter finns listade i Catalogue of Life.